# Giuliano Amato
Giuliano Amato (Torino, 1938. május 13. –) olasz politikus, két alkalommal is Olaszország miniszterelnöke.

## Karrierje
A Pisai Egyetemen jogot, majd a Pisai Szent Anna Egyetemen igazságügyi orvostudományt tanult. Politikai pályafutását az Olasz Szocialista Pártban kezdte. 1992-ben lett először miniszterelnök, és 1993-ig volt hatalmon, amikor is a Mani pulite a csúcson volt, de soha nem avatkozott be a korrupciós nyomozásba. Kormánya megpróbált olyan törvényjavaslatot elfogadni, amely a korrupcióval kapcsolatos nyomozást az igazságszolgáltatástól a rendőrséghez helyezné át. A törvényjavaslat általános felzúdulást váltott ki, és végül a köztársasági elnök, Oscar Luigi Scalfaro megtagadta a törvény ratifikálását azzal az indokkal, hogy az sérti az alkotmányt.
Massimo D’Alema első kormányának intézményi reformokért felelős minisztere volt 1998 októberétől 1999 májusáig, majd D’Alema második kormányának pénzügyminisztere 1999 decemberétől 2000 áprilisáig.
Amato 2000 áprilisától 2001 májusáig ismét miniszterelnök volt. A gazdasági versenyképességet és a szociális védelmet támogatta. A gazdasági reformok mellett a politikai és intézményi reformokat is előmozdította, és megpróbált megbirkózni a gyenge végrehajtó hatalommal és a széttagolt törvényhozással.

## Fordítás
- Ez a szócikk részben vagy egészben  a   Giuliano Amato című izlandi Wikipédia-szócikk ezen változatának fordításán alapul.  Az eredeti cikk szerkesztőit annak laptörténete sorolja fel. Ez a jelzés csupán a megfogalmazás eredetét és a szerzői jogokat jelzi, nem szolgál a cikkben szereplő információk forrásmegjelöléseként.
- Ez a szócikk részben vagy egészben  a   Giuliano Amato című angol Wikipédia-szócikk ezen változatának fordításán alapul.  Az eredeti cikk szerkesztőit annak laptörténete sorolja fel. Ez a jelzés csupán a megfogalmazás eredetét és a szerzői jogokat jelzi, nem szolgál a cikkben szereplő információk forrásmegjelöléseként.